# Lord Ekomy Ndong
Pour les articles homonymes, voir Ndong.
 (novembre 2008).
Si vous disposez d'ouvrages ou d'articles de référence ou si vous connaissez des sites web de qualité traitant du thème abordé ici, merci de compléter l'article en donnant les références utiles à sa vérifiabilité et en les liant à la section « Notes et références ».
Lord Ekomy Ndong, de son vrai nom « Ékomy Ndong Mba Meyong » est un membre de la formation hip-hop gabonaise Movaizhaleine, groupe qu'il fonde au début des années 1990 avec Maât Le Seigneur Lion à Libreville au Gabon,l’un des meilleurs artistes de sa génération , un vecteur du mouvement hip-hop gabonais , dont il constitue aujourd’hui un pilier incontournable au Gabon .Lord Ekomy Ndong, enchanteur de la scène gabonaise,
Lyriciste émérite, dans chaque mot, sa culture fait vibrer l'aise.
Origines gravées dans ses vers, un écho du réel,
Il peint un monde vibrant, où la sagesse éveille le soleil.
Parmi les meilleurs, il trône, ambassadeur du lyrisme,
Ses rimes sculptent un pont entre tradition et modernisme.

## Historique
Militant panafricain, il revendique clairement les cultures et traditions africaines (particulièrement le mvett) comme influence principale dans ses compositions et son écriture.
Il compte à son actif de nombreuses collaborations avec l'essentiel de la scène musicale gabonaise (Hilarion Nguema, Pierre Akendengué, etc.) ou plus largement africaine (Daara J, Pee Froiss, Awadi, PBS Radikal du Senegal, Kajeem de Côte d'Ivoire, Ardiess du Bénin, Smockey du Burkina Faso...)
Précurseur en 1999, son titre Mission a Mbeng plantait déjà les bases d'un hip-hop gabonais à mi-chemin entre deux traditions : celle du hip-hop puriste qui l'a bercé et celle du terroir gabonais avec ses instruments et son énorme richesse. L'album du même nom sera un premier record de vente dans la capitale gabonaise (Source Discotype Mbolo).
En 2003, apres deux albums avec son groupe, Ekomy enregistre son premier album solo L'Afrikain. Nouveau record de vente au gabon, le disque est considere aujourd'hui comme un classique par les afficionados du Rap africain.
En mai 2006, Ekomy ☥ a l'honneur d'être choisi pour réaliser un titre pour le compte de Hilarion Nguema. Il écrit, compose et arrange ainsi le titre Comme ces enfants dans le cadre d'un projet humanitaire piloté par Pacape.
En 2007 il réalise le 4e album de son groupe Movaizhaleine. Militant pour la cause des artistes au Gabon celui que l'on appelle aussi « Seize » rassemble les MC's les plus représentatifs de la prolifique scène hip hop gabonaise sur un même titre. Dans Droits d'auteur comme le titre le revendique, il dénonce l'absence de réel statut pour les musiciens gabonais.
Des 2008, il signe en solo le titre Nous qui se hissera directement en tête du « Base Countdown Africa » sur MTV base pendant plus d'un mois. Ce même titre, "Nous" lui vaudra une nomination aux MTV Music Awards à Abuja, Nigeria.
Un an plus tard, à la veille des très controversées élections présidentielles de son pays le Gabon, Lord Ekomy s'engage une fois de plus en sortant les titres 300809 et Engongol, textes dénonçant les processus électoraux en Afrique, la françafrique et les très contestables indépendances africaines.
Octobre 2010, Lord Ekomy Ndong et Maat collaborent avec R Kelly sur le projet one8 et le titre "Hands Across The World" à Chicago.

Les revenus de leurs opérations sur ce projet  servent immédiatement à l'adoption d'une école primaire gabonaise, celle de Oyane 4, dans la province de l'Estuaire.
Après une dizaine d'albums produits (voir discographie) par le biais du label Zorbam produxions, 2011 voit la sortie de IBOGAÏNE, nouvel album de Ekomy. Extrait de cet album. Le titre Questions noires est une lettre ouverte au président Sarkozy, faisant état de "l'encombrante présence militaire de la France" sur le continent noir. Il y évoque aussi le discours de Dakar du président français et la françafrique. Cet album sera récompensé au Kora Awards 2013 à abidjan. En effet le titre BI SE FE NALE permettra à Ékomy d'être sacré lauréat du Kora Award du meilleur artiste d'Afrique centrale.

## Discographie
- 1995 : Le Matcha    (Bukdruma)
- 1999 : Mission à Mbeng    (movaizhaleine)
- 2001 : Mission Akomplie   (movaizhaleine)
- 2000 : Aux Choses Du Pays (single solo)
- 2003 : L'Afrikain  (Album Solo)
- 2005 : On Détient La Harpe Sacrée, Tome I  (movaizhaleine)
- 2007 : On Détient La Harpe Sacrée, Tome II (movaizhaleine)
- 2009 : Engongole (single)
- 2009 : 300809 (single)
- 2010 : Questions Noires (single)
- 2011 : Ibogaine (Album Solo)
- 2017 : La Théorie Des Cordes (Album Solo)
- 2020 : Petit mutant dans son coin (Album Solo)
- 2020 : Toujours autant dans son coin (Album Solo)
- 2020 : Petit Showcase Dans Son Coin (Album Live)
- 2024 : Paradis (Album Solo)
- 2024 : Construire (single)

## Filmographie
- 2014 : Un soleil s'en va (52 min - Zorbam Universal)
- 2014 : Il reviendra (52 min - à venir)
- 2020 : Showcase En case (52 min)

## Productions
- 1999 : Movaizhaleine : Mission à Mbeng
- 2001 : Movaizhaleine: Mission Akomplie
- 2002 : 44e Régiment : les Croisades
- 2002 : Lev : Ignorance (Mini Album)
- 2003 : Maât le Seigneur Lion : Il était une fois le Seigneur Lion (Mini Album)
- 2003 : 13000 l'arche: Ghetto Saignant (Mini Album)
- 2003 : Lord Ekomy Ndong : L'Afrikain  (Solo)
- 2004 : Jedah :La Rose Noire Du Ghetto (Album)
- 2005 : Movaizhaleine  : On Détient La Harpe Sacrée, Tome I (Album)
- 2005 : 241 : Untitled, (Inédité)
- 2006 : Wonda Wendy : C'est qui cette go ? (Album)
- 2006 : Hilarion Nguema : Akale Bong Single
- 2007 : Roda : Me ni (Mini Album)
- 2007 : Bubal Bu kombil : Viens Voir Le Ghetto (Album)
- 2007 : Movaizhaleine : On Détient La Harpe Sacrée, Tome II (Album)
- 2007 : Lestat : Bienvenue à LBV  (Album)
- 2009 : Lord Ékomy Ndong ☥ : Engongole  (Avec Maat seigneur Lion & Chef Keza)
- 2009 : Lord Ékomy Ndong ☥ : 300809
- 2009 : Rod Zeng : Dr. Nzeng
- 2011 : Lord Ekomy Ndong : Ibogaïne (Solo)
- 2012 : Maât le Seigneur Lion : Ngoze (Solo)
- 2017 : Lord Ekomy Ndong : La Théorie Des Cordes  (Solo)
- 2018 : Lestat : En Attendant L’Émergence (Album)
- 2020 : Lord Ekomy Ndong : Petit Mutant dans Son Coin (Solo)
- 2020 : Lord Ekomy Ndong : Toujours Autant dans Son Coin (Solo)

## Vidéo clips
- "Construire" (2024) réalisé par Gaspard movie & Lord Ékomy Ndong ☥ @Lbv/Gabon
- "Je le dis et je le répète" (2023) réalisé par Lord Ékomy Ndong ☥ & Pradel @Lbv/Gabon
- "300823" (2023) réalisé par Lord Ékomy Ndong ☥ & Niko Maboga @Lbv/Gabon
- "En Attendant Jesus" (2021) réalisé par Lord Ékomy Ndong ☥ & Pradel @Nantes/France
- "Ces Petites Choses Simples" (2021) réalisé par Lord Ékomy Ndong ☥ @ Nantes/France
- "Petit Mutant Dans Son Coin" (2021) réalisé par John G Biggs @paris/France
- "Autobiographie d'un soldat sans armes" (2020) réalisé par Lord Ékomy Ndong ☥
- "Discipline" (2020) réalisé par Edwin Akamba & Lord Ékomy Ndong ☥ @NANTES/FRANCE
- "Tshabuze !" (2020) réalisé par Lord Ékomy Ndong ☥
- "Petit Mutant Dans Son Coin" (2019) réalisé par Lord Ékomy Ndong ☥ @ Nantes/France
- "Sur la plage des pas perdus" (2016) réalisé par Lord Ékomy Ndong ☥ & Yocko Kizo
- "Street Scriptures" (2016) réalisé par Lord Ékomy Ndong ☥ & Yocko Kizo
- "Cour Martiale" (2012) @LBV/GABON réalisé par Lord Ékomy Ndong ☥
- "Le Wé Là" (2011)  @LBV/GABON réalisé par Ollamage
- "Faites ça Dur" (2011) réalisé par Lord Ékomy Ndong ☥ & Eudes Pongui  @LBV/GABON
- "Allez vous plaindre au soleil" (2011)  @Marseille/FRA
- "Là C'Est Pas On A Dit" (2011) réalisé par Lord Ékomy Ndong ☥ & Andy Bougard
- "Bong Vekh" (2010) réalisé par UltraMax @Lbv/Gabon
- "Un Soleil S'En Va" (2010) réalisé par Samali@Nantes/France
- "Questions Noires" (2010) réalisé par John Gabriel Biggs@Nantes/France
- "Bi Se Fe Nale" (2010) réalisé par Samali @Nantes/France
- "300809" (2009) réalisé par Ingrid Franchi @paris/France
- "300809" (2009) réalisé par Djinn Carrenard @LBV/GABON
- "Èngongole" (2009) réalisé par Lord Ékomy Ndong ☥ @LBV/GABON
- "Nous" (2007) réalisé par John Gabriel Biggs@LBV/GABON
- "Elle M'Appelait SenghOr" (2006) réalisé par Audrey Gallet & Lord Ékomy Ndong ☥ @ PARIS/FRANCE
- "EnleveMoiLeName" (2004) réalisé par Lord Ékomy Ndong ☥ & Maat @OUAGA/BURKINA
- "Exilé" (2005) réalisé par Lord Ékomy Ndong ☥ & SamAli @NANTES/FRANCE
- "Mission À Mbeng" (1999) réalisé par Général Hannibal @NANTES/FRANCE